# KEO (Satellit)
KEO (auf Französisch auch Kéo) ist ein Konzept für einen Satelliten, der wie eine Zeitkapsel das heutige Wissen und Nachrichten von allen Erdenbürgern für die Erdbewohner in ca. 50.000 Jahren aufbewahren soll. Danach soll er wieder in die Erdatmosphäre eintreten.
Die UNESCO übernahm im Jahr 1999 die Schirmherrschaft über KEO und bezeichnete es als „Projekt des 21. Jahrhunderts“. Getragen wird das Projekt von einer Gruppe von Ehrenamtlichen.

## Geschichte des Projekts
Das Projekt KEO wurde zwischen 1992 und 1994 vom französischen Künstler Jean-Marc Philippe, einem Pionier der Space Art, konzipiert. Nach zwei Jahren Studien durch Aérospatiale und an der SUPAERO wurde im Juni 1997 eine erste Machbarkeitsstudie erstellt und im Oktober 1997 beim 48. Internationalen Astronautischen Kongress in Turin der Öffentlichkeit vorgestellt.
Ursprünglich war der Start 2001 geplant, wurde jedoch aus vielerlei Gründen immer wieder verschoben. Nach dem Tod von Philippe am 12. November 2008 übernahm Patrick Tejedor die Leitung des Projekts. Er ging davon aus, dass, nachdem die Finanzierung steht, zwei bis drei Jahre benötigt werden würden, um den Satelliten zu fertigen und die Botschaften zu sammeln.
Seit Mitte 2017 wird auf der Projektwebsite als Einsendeschluss für die Botschaften Ende 2018 angegeben, als Starttermin wurde das Jahr 2019 angepeilt. Doch der Stand der Mission ist zurzeit (Stand: Februar 2023) unklar, es ist möglich, dass das Projekt eingestellt wurde.

## Botschaften
KEO soll Botschaften der Menschheit des 21. Jahrhunderts an die zukünftigen Bewohner der Erde übermitteln. Ziel ist es, jede Kultur oder Gruppe der Erde zu repräsentieren. Deshalb wurde auch dazu aufgefordert, Botschaften von Kindern oder Analphabeten einzuschicken, die im Original ohne Übersetzung oder Zensur gespeichert werden. Die Speicherkapazität soll ausreichen, um von jedem der damals über 7 Milliarden Menschen eine vierseitige Nachricht zu speichern. Nachdem der Satellit den Orbit erreicht hat, sollen die Nachrichten (ohne die Namen der Absender) im Internet veröffentlicht werden.

## Sonstige Nutzlast
Philippe plante, auch einen Diamanten in dem Satelliten zu deponieren, der als Behälter für einen Tropfen menschlichen Bluts, Luft, Meerwasser und Erde dient. Auch das menschliche Genom wollte er mitschicken. Weitere Nutzlastideen sind eine astronomische Uhr, die die derzeitige Rotationsgeschwindigkeit von einigen Pulsaren anzeigt, Fotografien von Menschen aller Kulturen und eine Bibliothek des heutigen menschlichen Wissens.

## Technisches
Der Satellit soll aus einer Hohlkugel aus Titan mit 80 cm Durchmesser bestehen. Auf der Kugel soll eine Karte der Erde eingraviert sein, darüber befinden sich mehrere Schichten, um den Inhalt vor kosmischer Strahlung, Mikrometeoriten und der Hitze des Wiedereintritts in die Atmosphäre zu schützen. Eine dieser Schichten soll ein künstliches "Polarlicht" erzeugen, um die Neugier der Erdbewohner zu erwecken. KEO soll keine Kommunikations- oder Antriebssysteme besitzen. Es ist geplant, ihn mit einer Ariane 5 in einen Orbit in 1.800 km Höhe zu starten. Durch den Luftwiderstand der äußeren Atmosphäre soll der Satellit in ca. 50.000 Jahren zur Erde zurückfallen, ohne dabei zerstört zu werden.
Die Daten sollen auf strahlungstoleranten DVDs aus Glas gespeichert werden, es soll symbolische Anweisungen in verschiedenen Formen geben, die zeigen, wie man ein DVD-Lesegerät baut.

## KEO in den Medien
Der Ablauf der Mission nach einem fiktiven Verschwinden der Menschheit wird in Folge 3 der 2. Staffel der Dokufiktion-Serie Zukunft ohne Menschen („Die Wiege der Zivilisation“, USA 2010) gezeigt.